# Carl Friedrich Hrauda
Carl Friedrich Hrauda (* 22. Oktober 1881 in England; † Jänner 1945 in Sussex, engl.: Rev. Charles Frederick Hrauda) war ein anglikanischer Priester österreichisch-mährischer Abstammung, der vor dem Anschluss Österreichs einige patriotische Schriften verfasste, über die österreichische Nation und das Österreichische Deutsch. Hrauda kommt das Verdienst zuteil, als einer der ersten detailliert über die identifkationsstifende Qualität des österreichischen Hochdeutschen zu schreiben. 

## Leben
Er wurde 1881 in England geboren, seine Mutter war anglikanische Britin und sein Vater stammte aus Österreich-Ungarn. Er studierte anglikanische Theologie am Priesterseminar Tollington Park in Islington, London (BA 1906), sowie später in Ely (Dissertation 1907). Nach dem Ersten Weltkrieg verbrachte er einige Jahre im Österreich der Ersten Republik. Dort entwickelte er ganz im Gegensatz zum damaligen Zeitgeist einen starken Österreichpatriotismus und kritisierte scharf das mangelnde Eigenständigkeitsbewusstsein, besonders der gebildeten bürgerlichen Kreise. 1930 veröffentlichte er eine Schrift mit dem Titel Um Österreichs Freiheit, in der er schon vor der Machtergreifung Hitlers nicht nur eine politische, sondern auch eine kulturelle und sprachliche Abgrenzung von Deutschland forderte. Die Besinnung auf die sprachlichen Eigenheiten der Österreicher sollte dabei als Vehikel für einen stärkeren Patriotismus dienen. So meint er etwa:
„Wer die österreichische Nation wegen der ihr nicht einmal angemessenen hochdeutschen Schriftsprache leugnet, müßte ebenso die schweizerische, belgische, brasilianische, chilenische, mexikanische, amerikanische Nation verneinen, die mit ihren Mutterländern ebenfalls die Sprache gemeinsam haben und doch ganz andere Völkerpersönlichkeiten sind, ebenso wie Österreich. Der Staat formt aus dem Volk die Nation.“
Auch während der Zeit des Austrofaschismus vertrat er weiter diese Thesen. Im Juli 1937 veröffentlichte er in der Reihe Blätter für ein katholisches Österreichertum einen Aufsatz mit dem Titel Welche Nationalität sind wir?. Daraufhin verfasste er einen linguistischen Text mit einer kurzen österreichischen Lautlehre inklusive einer Liste der markantesten Austriazismen, der Anfang 1938 druckfertig vorlag, aber wegen der politischen Krise mit Hitlerdeutschland und dem folgenden Anschluss nicht veröffentlicht wurde. Darin vertritt er einen expliziten Sprachseparatismus und kritisiert die Regierung Dollfuß, der er vorwirft, zwar eine politische Selbständigkeit propagiert, aber mangelnde kulturelle und sprachliche Abgrenzung betrieben zu haben. Weiters wirft er besonders dem Bildungsbürgertum und den Hochschullehrern latenten Deutschnationalismus vor:
„Die kulturelle Emanzipierung hatte aber mit der politischen nicht Schritt gehalten. Die kulturelle "Angleichung" ging unter der Devise "Gesamtdeutsch" in großem Maße ungestört weiter. Und doch war diese kulturelle "Angleichung" die weitaus gefährlichere, weil sie namentlich die Intelligenz und die heranwachsende Jugend und durch diese das Volk jedes heimatlichen, vaterländischen Sinnes berauben und auf dem Wege der kulturellen Verseuchung und Zersetzung einen Zustandt herbeiführen kann, der ein politisch unabhängiges Oesterreich zweck- und sinnlos machen würde. In dieser Richtung ist die preußische Geschichtsfälschung hinlänglich bekannt; hat sie ja in unseren Schulen und Hochschulen jahrzehntelang, schon zur Zeit der Monarchie, verheerend und zersetzend gewirkt.“
Reverend Hrauda verließ Österreich vor dem Einmarsch der Wehrmacht und ging zurück nach England, wo er im Jänner 1945 noch vor Ende des Krieges starb. Seine sprachplanerische Schrift wurde 1948 posthum in Salzburg veröffentlicht, mit einem hinzugefügten Vorwort von Leopold Andrian-Werburg. Die darin enthaltene Liste von Austriazismen ist nicht wie sonst üblich eine Auflistung von österreichischen Wörtern mit einer Erklärung für norddeutsche Leser, sondern umgekehrt eine Liste von "preußischen" Wörtern die zu vermeiden sind, mit einer jeweils empfohlenen österreichischen Alternative.
Von der Geschichtswissenschaft und der Germanistik werden die Schriften Hraudas und seiner Gesinnungsgenossen heute als gescheiterter Versuch gewertet, eine österreichische nationale Identität aufzubauen. In der Zweiten Republik wurden diese Ideen allerdings wieder aufgenommen und durch das Österreichische Wörterbuch teilweise auch umgesetzt.

## Werke
- Um Österreichs Freiheit, 1930
- Welche Nationalität sind wir?, Aufsatz 1937
- Die Sprache des Österreichers, 1938, veröffentlicht posthum: Österreichischer Kulturverlag Salzburg, 1948 Diesem 28-Seiten Büchlein kommt Bedeutung im Kontext des Österreichischen Deutsch zuteil. So listet Hrauda nicht nur Beispiele von österreichischem Sprachgebrauch auf, der sich von der deutschländischen Norm unterscheidet. Er beklagt die "kulturelle Angleichung" "unter der Devise 'Gesamtdeutsch' ", die die "weitaus gefährlichere", weil sie "ein politisch unabhängiges Österreich zweck- und sinnlos machen würde".[6]Titelseite von Carl F. Hrauda, "Die Sprache des Österreichers", 1948, Salzburg [der Druck wurde 1938 durch den Anschluss verhindert und konnte erst posthum 1948 erfolgen]

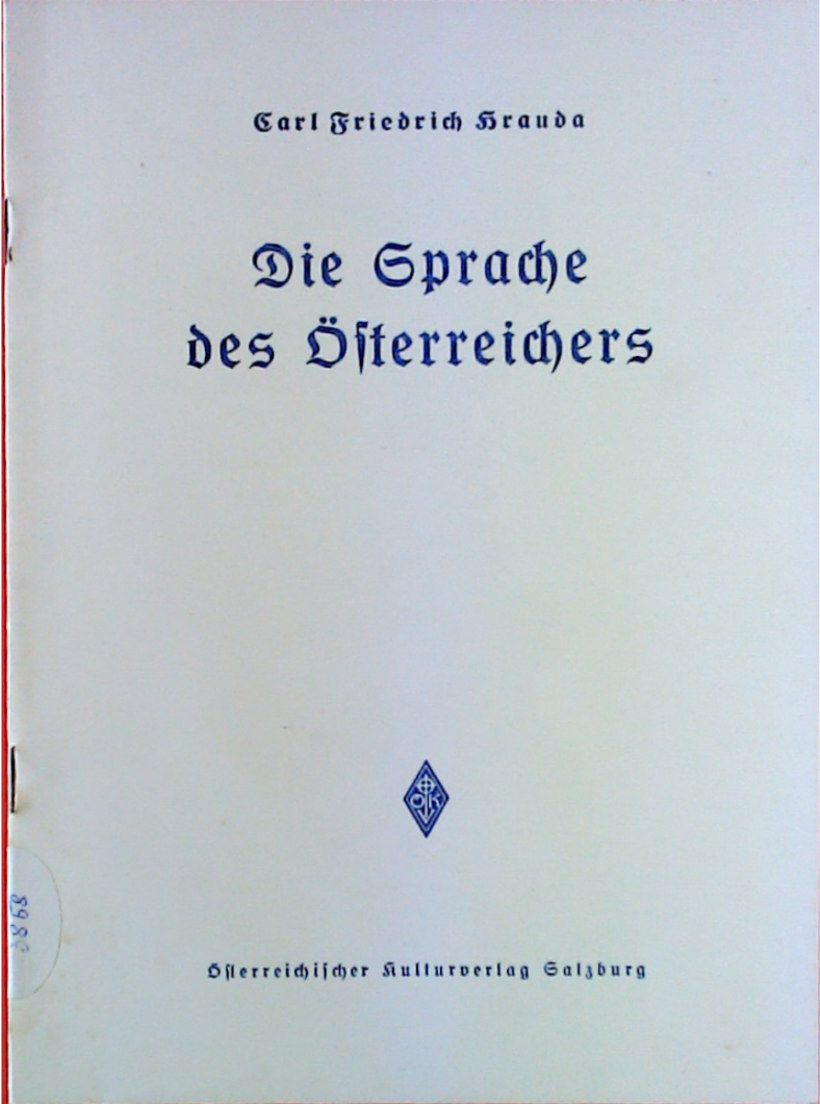
Titelseite von Carl F. Hrauda, "Die Sprache des Österreichers", 1948, Salzburg [der Druck wurde 1938 durch den Anschluss verhindert und konnte erst posthum 1948 erfolgen

## Zu vermeidende Ausdrücke
Folgend ein paar Beispiele aus der in Die Sprache des Österreichers enthaltenen Liste von Wörtern die zu vermeiden sind:
| Zu vermeidende Ausdrücke (Preußische Dialekt-, schlechte neudeutsche, richtige hochdeutsche, aber unösterreichische Bildungen.) | Die anzuwendenden äquivalenten Ausdrücke (Oesterreichisch-hochdeutsche Ausdrücke.) |
| Eierkuchen | Omelette                                                                           |
| Faden | Zwirn                                                                              |
| Fastnacht | Fasching                                                                           |
| Fernruf, fernmündlich | Telephon, telephonisch                                                             |
| durch Fleischwolf drehen | faschieren                                                                         |
| Gärteig | Dampfel                                                                            |
| Fahrschein | Fahrkarte                                                                          |
| Hauswart | Hausmeister                                                                        |
| Huckepack | Buckelkraxen                                                                       |
| Jungens | Buben, Burschen                                                                    |
| Klamauck | Spektakel                                                                          |
| Klöße | Knödel                                                                             |
| kotzen | erbrechen, speien                                                                  |